# 30117 Childress
30117 Childress è un asteroide della fascia principale. Scoperto nel 2000, presenta un'orbita caratterizzata da un semiasse maggiore pari a 2,2708193 UA e da un'eccentricità di 0,1527673, inclinata di 3,35155° rispetto all'eclittica.